# Voyage of Time
Voyage of Time é um documentário de 2016, escrito e dirigido por Terrence Malick. O filme é considerado um exame do nascimento e da morte do universo conhecido. Malick trabalhou no filme por mais de quarenta anos e foi descrito pelo próprio Malick como "um de seus maiores sonhos".
Voyage of Time foi lançado em duas versões: uma versão IMAX de quarenta minutos com narração de Brad Pitt e uma edição longa-metragem de 35 milímetros (também conhecida como Voyage of Time: Life's Journey) narrada por Cate Blanchett. A edição de longa-metragem foi selecionada para concorrer ao Leão de Ouro no 73º Festival Internacional de Cinema de Veneza. A versão IMAX do filme foi lançada em 7 de outubro de 2016, pela IMAX Corporation e Broad Green Pictures.
Ambas as versões de Voyage of Time foram recebidas com respostas favoráveis dos críticos.